# Ljusvattensjön
Ljusvattensjön är en sjö i Rättviks kommun i Dalarna och ingår i Dalälvens huvudavrinningsområde. Sjön har en area på 0,135 kvadratkilometer och ligger 347 meter över havet.

## Delavrinningsområde
Ljusvattensjön ingår i det delavrinningsområde (680987-147066) som SMHI kallar för Inloppet i Storejen. Medelhöjden är 340 meter över havet och ytan är 11,29 kvadratkilometer. Räknas de 2 avrinningsområdena uppströms in blir den ackumulerade arean 27,93 kvadratkilometer. Stråån (Tansån) som avvattnar avrinningsområdet har biflödesordning 3, vilket innebär att vattnet flödar genom totalt 3 vattendrag innan det når havet efter 409 kilometer. Avrinningsområdet består mestadels av skog (69 procent) och sankmarker (13 procent). Avrinningsområdet har 0,14 kvadratkilometer vattenytor vilket ger det en sjöprocent på 1,2 procent.